# Шенберг (Мекленбург)
Шенберг (њем. Schönberg) град је у њемачкој савезној држави Мекленбург-Западна Померанија. Једно је од 91 општинског средишта округа Нордвестмекленбург. Према процјени из 2010. у граду је живјело 4.419 становника. Посједује регионалну шифру (AGS) 13058094.

## Географски и демографски подаци
Шенберг се налази у савезној држави Мекленбург-Западна Померанија у округу Нордвестмекленбург. Град се налази на надморској висини од 7 метара. Површина општине износи 38,1 km². У самом граду је, према процјени из 2010. године, живјело 4.419 становника. Просјечна густина становништва износи 116 становника/km².